# Vengeance corse (film, 1909)
Pour les articles homonymes, voir Vengeance corse.
Pour plus de détails, voir Fiche technique et Distribution.
Vengeance corse est un court métrage muet français réalisé un réalisateur non identifié, sorti en 1909.

## Fiche technique
- Titre : Vengeance corse
- Réalisateur : non identifié
- Scénario : René Chavance
- Photographie :
- Montage :
- Producteur :
- Société de production : Société cinématographique des auteurs et gens de lettres (S.C.A.G.L.)
- Société de distribution :  Pathé Frères
- Pays d'origine :  France
- Langue : film muet avec les intertitres en français
- Métrage : 210 mètres
- Format : Noir et blanc — 35 mm — 1,33:1 —  Muet
- Genre : Drame
- Durée : 7 minutes
- Dates de sortie :
  -  France : 1909

## Distribution
- Jean Angelo
- Herman Grégoire
- Georges Baud
- Marcelle Barry
- Claude Bénédict